# TV Jahn Delmenhorst
Der TV Jahn Delmenhorst (vollständiger Name: Turnverein Jahn Delmenhorst von 1909 e. V.) ist ein Sportverein aus Delmenhorst.

## Geschichte
Der Verein wurde am 14. März 1909 gegründet und wurde nach dem „Turnvater“ Friedrich Ludwig Jahn benannt. Der Verein bietet die Sportarten Aerobic, Boxen, Fußball, Gymnastik, Handball, Jazztanz, Leichtathletik, Tischtennis, Turnen, Volleyball, Tanzen und Wandern an. Anfang der 1970er Jahre verhandelte der TV Jahn mit dem SSV Delmenhorst über eine Fusion. Stattdessen ging der SSV mit dem FC Roland Delmenhorst und dem VSK Bungerhof zum SV Atlas Delmenhorst zusammen.
Die Fußballerinnen des TV Jahn Delmenhorst nutzen den A-Platz des Städtisches Stadion an der Düsternortstraße, während ihre männlichen Kollegen die Sportanlage Blücherweg nutzen.

## Frauenfußball

### Geschichte
1975 gewannen die Jahnfrauen die erste niedersächsische Meisterschaft. Bei den deutschen Meisterschaften schied die Mannschaft bereits in der ersten Runde gegen Tennis Borussia Berlin aus. Vier Jahre später folgte die zweite Meisterschaft. Dieses Mal setzte sich der TV Jahn auf Bundesebene zunächst gegen den VfL Schorndorf und den TSV Siegen durch, bevor im Halbfinale das Aus gegen den FC Bayern München folgte. 1986 gehörten die Delmenhorsterinnen zu den Gründungsmitgliedern der Oberliga Nord. Zwischen 1991 und 1997 wurde die Mannschaft viermal Meister der Oberliga Nord und ist zusammen mit dem Hamburger SV Rekordmeister dieser Klasse.
1991 verpasste die Mannschaft nur aufgrund des Torverhältnis den Aufstieg in die Bundesliga. Eine 0:4-Niederlage gegen Grün-Weiß Brauweiler auf eigenem Platz gab den Ausschlag. Ein Jahr später war der TV Jahn erfolgreicher. Durch einen 6:0-Sieg gegen den SSV Turbine Potsdam und dank der gleichzeitigen 3:5-Niederlage des FC Rumeln-Kaldenhausen gegen den STV Lövenich war die Mannschaft aufgestiegen. Ohne einen Sieg in der Saison 1992/93 musste aber der sofortige Wiederabstieg hingenommen werden. 1994, 1995 und 1997 scheiterte die Mannschaft in der Aufstiegsrunde an einer möglichen Bundesligarückkehr. Danach spielte die Mannschaft in der Regionalliga Nord, aus der sie im Jahre 2013 abstiegen. Zwei Jahre später gelang der Wiederaufstieg. Dabei profitierten die Delmenhorsterinnen davon, dass der Meister der Oststaffel Sparta Göttingen auf den Aufstieg verzichtete.
In der Regionalliga wurde der TV Jahn dann 2017 Vizemeister hinter der zweiten Mannschaft von Werder Bremen. Da Werder auf den Aufstieg verzichtete rückten die Delmenhorsterinnen nach. Ebenfalls 2017 gewannen die Delmenhorsterinnen erneut den Niedersachsenpokal durch einen 3:1-Finalsieg über den TSV Limmer. In der Zweitligasaison 2017/18 wurde der TV Jahn Drittletzter der Nordgruppe. Da die Liga von einer zwei- in eine eingleisige Spielklasse umgewandelt wurde, bedeutete dies den direkten Wiederabstieg in die Regionalliga. Fünf Jahre später stieg die Mannschaft in die Oberliga ab und wurde in der folgenden Saison 2023/24 in die Landesliga durchgereicht. Dort gelang in der folgenden Saison 2024/25 der direkte Wiederaufstieg in die Oberliga.

### DFB-Pokal
Siebenmal nahm der TV Jahn am DFB-Pokal der Frauen teil. 1994 erreichte die Mannschaft das Achtelfinale und scheiterte dort nach einer 0:6-Niederlage gegen Grün-Weiß Brauweiler. Die zweite Runde erreichte der TV Jahn in den Spielzeiten 1996/97, 1997/98 sowie 2018/19, wo das Team am SSV Turbine Potsdam, SC 07 Bad Neuenahr bzw. Herforder SV scheiterte.

### Erfolge
- Meister der Oberliga Nord 1991, 1992, 1995, 1997
- Niedersächsischer Meister 1975, 1979
- Niedersächsischer Pokalsieger 1993, 1996, 1997, 2004, 2017, 2020

## Männerfußball
Die Männermannschaft des TV Jahn stieg 1962 in die Amateurliga 2 auf, die seinerzeit die zweithöchste Amateurliga Niedersachsens war. Zwei Jahre später qualifizierte sich die Mannschaft für die neu geschaffene Verbandsliga West, aus der sie prompt nach einer 0:2-Niederlage im Entscheidungsspiel gegen den punktgleichen TV Bohmte absteigen mussten. In der Bezirksliga wurde der TV Jahn 1966, 1968 und 1970 jeweils Vizemeister hinter dem BV Essen, Blau-Weiß Ramsloh bzw. TuS Syke, bevor die Delmenhorster 1974 runter in die Bezirksklasse mussten.
1983 stieg der TV Jahn in die Kreisliga ab. Vier Jahre später gelang der Wiederaufstieg, nachdem sich die Delmenhorster in der Aufstiegsrunde der Kreisligavizemeister gegen Blau-Weiß Lüsche und dem TV Glück auf Oldenburg durchsetzen konnte. 1990 ging es wieder runter in die Kreisliga. Der Wiederaufstieg in die Bezirksklasse gelang erst 2002. Erneut mussten die Delmenhorster in die eine Aufstiegsrunde, wo sich die Mannschaft gegen den BV Bockhorn und dem TuS Frei-weg Petersfehn durchsetzte. Zwei Jahre später folgte der Abstieg in die Kreisliga.
2009 wurde der TV Jahn erneut Kreismeister. Da drei Jahre zuvor die Bezirksklassen abgeschafft wurden, bedeutete die Meisterschaft den Aufstieg in die Bezirksliga. Hier hielten sich die Delmenhorster bis 2013, ehe die Mannschaft erneut in die Kreisliga absteigen musste. Der nächste Aufstieg in die Bezirksliga gelang dann 2025.

## Persönlichkeiten
- Vivien Endemann
- Alexandra Gärtner
- Ömer Faruk Kalmış
- Florian Kohfeldt
- Marion Wagner